# Osredek pri Zrečah
Osredek pri Zrečah este o localitate din comuna Zreče, Slovenia, cu o populație de 122 de locuitori.